# Brodek u Prostějova
Brodek u Prostějova é uma comuna checa localizada na região de Olomouc, distrito de Prostějov.